# Capitoli di Boruto
Questa è la lista dei capitoli di Boruto, manga diviso in due serie. La prima, Boruto: Naruto Next Generations, è sceneggiata da Ukyō Kodachi (dal volume 1 al volume 13) e Masashi Kishimoto (dal volume 14 in poi) e disegnata da Mikio Ikemoto. Il manga è stato serializzato dalla Shūeisha sulla rivista settimanale Weekly Shōnen Jump a partire dal maggio 2016 al giugno 2019 a cadenza mensile, per poi proseguire su V Jump dal luglio 2019 al 21 aprile 2023. Ad aprile 2023 è stata annunciata la pubblicazione di una serie sequel intitolata Boruto: Two Blue Vortex, che ha iniziato la pubblicazione su V-Jump dal 21 agosto 2023.
In Italia il manga di Naruto Next Generations è edito Planet Manga ed è stato pubblicato a cadenza variabile dal 2 novembre 2017 al 9 novembre 2023. Boruto: Two Blue Vortex viene pubblicato dallo stesso editore a partire dal 12 settembre 2024

## Boruto: Naruto Next Generations

### Volumi 1-10
| Nº | Titolo italiano Giapponese 「Kanji」 - Rōmaji | Data di prima pubblicazione            | Data di prima pubblicazione            |
| Nº | Titolo italiano Giapponese 「Kanji」 - Rōmaji | Giapponese                             | Italiano                               |
| 1  | Boruto Uzumaki! 「うずまきボルト!!」 - Uzumaki Boruto!! | 4 agosto 2016 ISBN 978-4-08-880756-0   | 2 novembre 2017 ISBN 978-88-912-6659-0 |
| 1  | Capitoli - 1. Boruto Uzumaki! (うずまきボルト!!?, Uzumaki Boruto!!) - 2. L'inizio dell'allenamento! (修行開始!!?, Shūgyō kaishi!!) - 3. L'inizio dell'esame di selezione dei chunin! (中忍試験開始!?, Chūnin shiken kaishi!) - Naruto Extra: La strada illuminata dalla luna piena (ＮＡＲＵＴＯ―ナルト― 外伝 ～満ちた月が照らす道～?, Naruto gaiden: michita tsuki ga terasu michi) |                                        |                                        |
| 1  | Trama Mentre lotta contro una persona di nome Kawaki in un Villaggio della Foglia in rovina, Boruto Uzumaki ricorda la sua infanzia. Anni dopo la fine della Quarta Grande Guerra Ninja il mondo si trova in un periodo di pace. Naruto è divenuto il settimo hokage e ha avuto due figli con Hinata Hyuga, Himawari e Boruto; quest'ultimo in particolare non ha un buon rapporto con il padre e desidera a tutti i costi diventare qualcosa di più di un hokage. Tuttavia accetta di iscriversi all'imminente esame dei chunin sotto continue richieste della sua compagna di squadra, Sarada. Essa è la figlia di Sakura Haruno e Sasuke Uchiha e proprio da quest'ultimo Boruto riesce a farsi allenare. La prima prova consiste in un quesito a cui rispondere vero o falso posizionandosi su due pedane. In realtà nessuna delle due risposte è esatta; le due pedane si aprono sotto i piedi degli esaminandi facendoli cadere in una pozza di liquido nero e solo chi riesce a non finirci dentro viene promosso alla prova successiva. Grazie a Sarada e Mitsuki anche Boruto accede alla seconda prova, una sorta di ruba bandiera. Per vincere il figlio di Naruto ricorre ad macchinario ninja in grado di potenziarlo, sconfiggendo il suo avversario e riuscendo a difendere la propria bandiera. La sua squadra quindi passa alla terza e ultima prova, ossia il torneo di lotta. Nel frattempo i misteriosi Kinshiki e Momoshiki raggiungono il Villaggio della Nuvola ed estraggono gran parte del chakra di Gyuki dal corpo di Killer Bee, dirigendosi quindi al Villaggio della Foglia.                                                                                       |                                        |                                        |
| 2  | Accidenti a te, papà! 「クソオヤジ…!!」 - Kuso oyaji…!! | 2 dicembre 2016 ISBN 978-4-08-880827-7 | 7 dicembre 2017 ISBN 978-88-912-6749-8 |
| 2  | Capitoli - 4. Accidenti a te, papà! (クソオヤジ…!!?, Kuso oyaji…!!) - 5. Momoshiki e Kinshiki! (モモシキとキンシキ!!?, Momoshiki to Kinshiki!!) - 6. Cretinetto (ウスラトンカチ?, Usuratonkachi) - 7. Collisione! (激突…!!?, Gekitotsu…!!) |                                        |                                        |
| 2  | Trama Superate le prime due prove, Boruto e i suoi compagni si preparano alla terza, una lotta preliminare uno contro uno. Dei dodici partecipanti solo sei accederanno alla vera fase finale, e gli ultimi tre a una battle royale da cui emergerà il nuovo chunin. Boruto, Sarada, Mitsuki e Shikadai, insieme a due ninja della Sabbia, Araya e Shinki, passano i preliminari. Il figlio di Naruto sconfigge quindi Yurui della Nuvola e poi anche Shikadai, ma si scopre che stava utilizzando degli armamenti ninja. Il settimo hokage si vede quindi costretto a squalificarlo, ma proprio in quel momento giungono all'arena Kinshiki e Momoshiki, i quali, dopo una breve lotta, rapiscono Naruto per prendere il chakra la Volpe a Nove Code. Capendo i suoi errori, Boruto, assieme agli altri quattro kage e a Sasuke, si dirige nella dimensione parallela dei due Ōtsutsuki per salvare suo padre. |                                        |                                        |
| 3  | La mia storia! 「オレの物語…!!」 - Ore no monogatari…!! | 2 maggio 2017 ISBN 978-4-08-881078-2   | 8 febbraio 2018 ISBN 978-88-912-6829-7 |
| 3  | Capitoli - 8. Dovrai pensarci tu (お前がやるんだ?, Omae ga yarunda) - 9. Vedo in te (まるでお前は?, Marude omae wa) - 10. La mia storia! (オレの物語…!!?, Ore no monogatari…!!) - 11. Una nuova missione! (新たな任務!!?, Aratana ninmu!!) |                                        |                                        |
| 3  | Trama Naruto e Sasuke si alleano per sopraffare Momoshiki, ma lo scienziato Katasuke fa recuperare al nemico il suo potere. Indebolito, Naruto condivide il suo potere con suo figlio in modo che possa creare un Rasengan gigante. Con l'assistenza di Sasuke, Boruto riesce a uccidere Momoshiki. Prima della sua morte, Momoshiki impianta un sigillo nella mano di Boruto che Sasuke decide di indagare. Dopo la lotta e l'annullamento degli esami, Boruto decide che diventerà un vigilante come Sasuke per sostenere Sarada, poiché lei desidera succedere a Naruto come prossimo Hokage. Poco dopo, Naruto affida a Boruto una missione per proteggere il figlio del Signore Feudale, Tento Madoka. |                                        |                                        |
| 4  | Il valore di una pedina! 「切り札の価値!!」 - Kirifuda no kachi!! | 2 novembre 2017 ISBN 978-4-08-881227-4 | 3 maggio 2018 ISBN 978-88-912-6830-3   |
| 4  | Capitoli - 12. Amici! (友達...!!?, Tomodachi...!!) - 13. Il valore di una pedina! (切り札の価値!!?, Kirifuda no kachi!!) - 14. Lavoro di squadra! (チームワーク...!!?, Chimuwaaku...!!) - 15. L'eminenza grigia! (支う影…!!?, Sasaukage…!!) |                                        |                                        |
| 4  | Trama Boruto fa amicizia con Tento e gli insegna l'uso degli shuriken mentre funge da guardia del corpo. Mentre in seguito viene a sapere che Tento è stato rapito dai Banditi Mujina, Boruto chiede a Sarada che non può unirsi alla loro prossima missione. Boruto salva Tento dal cannibale Shojoji che mirava a prendere l'aspetto del bambino. Durante il loro combattimento, il chakra di Boruto è sigillato dal marchio che Momoshiki ha impiantato su di lui, ma Mitsuki e Sarada riescono a raggiungerlo per sconfiggere Shojoji. Mentre Shojoji viene arrestato, Sasuke lo interroga, avendo saputo che conosce il marchio di Boruto. Durante l'interrogatorio, Sasuke viene a sapere di un'organizzazione in cerca di persone con segni diversi di nome Kara. |                                        |                                        |
| 5  | Ao 「青」 - Ao | 2 maggio 2018 ISBN 978-4-08-881413-1   | 8 novembre 2018 ISBN 978-88-912-6831-0 |
| 5  | Capitoli - 16. Il recipiente (器...!!?, Utsuwa...!!) - 17. Ao (青...!!?, Ao...!!) - 18. La mano (手...!!?, Te...!!) - 19. Marionette (人形...!!?, Ningyō...!!) |                                        |                                        |
| 5  | Trama Naruto e Sasuke informano Boruto di un pericolo imminente e di come la squadra dovrebbe fare affidamento sul nuovo tipo di tecnologia ninja creata da Katasuke. Mentre Boruto è inizialmente contrario, Mitsuki convince il suo compagno di squadra che dovrebbe accettarlo poiché Sarada lo ha già accettato e che è il suo sogno supportare il prossimo Hokage come il vigilante Sasuke. Boruto, Sarada e la guardia del corpo Mitsuki Katasuke ignorano che il gruppo Kara li sta cercando grazie a un anziano di nome Ao, un agente che lavora per loro. Dopo essersi allenato con i dispositivi della tecnologia ninja, la squadra di Boruto va con Katasuke per trovare il loro leader scomparso, Konohamaru Sarutobi, e il loro partner Mugino. Anche se la squadra riesce a riunirsi con Konohamaru e Mugino, vengono messi alle strette da Ao in una grotta. |                                        |                                        |
| 6  | Il Karma 「楔」 - Kāma | 4 ottobre 2018 ISBN 978-4-08-881656-2  | 4 aprile 2019 ISBN 978-88-912-8787-8   |
| 6  | Capitoli - 20. L'arma tecnologica (科学忍具?, Kagaku Ningu) - 21. L'uso (使い方?, Tsukaikata) - 22. La conclusione del drammatico combattimento! (激闘決着!?, Gekitō Kecchaku!) - 23. Il Karma (楔?, Kāma) |                                        |                                        |
| 6  | Trama Ao travolge la squadra di Konohamaru, portando Mugino a sacrificarsi in modo che i ninja scappino dalla grotta. Avendo appreso che Katasuke era stato controllato dai membri di Kara attraverso una tecnica di illusione, il Team Konohamaru escogitò un piano per combattere ancora una volta Ao. Nel loro secondo combattimento contro l'agente di Kara, il Team Konohamaru inganna Ao facendogli usare più strumenti scientifici per sconfiggerlo con il Rasengan di Boruto. Dopo la sconfitta di Ao, arriva l'agente di Kara Koji Kashin, che uccide il suo stesso agente. Koji combatte Konohamaru uno contro uno, prendendo il sopravvento. Prima che Konohamaru venga ucciso, il sigillo di Boruto si attiva nella forma di un segno più grande che assorbe la tecnica di Koji che lui chiama "Karma". Quando Koji decide di abbandonare l'area, il Team Konohamaru torna al villaggio ma trova un giovane Kawaki anch'esso coperto dai segni del Karma. |                                        |                                        |
| 7  | Kawaki 「カワキ」 - Kawaki | 4 febbraio 2019 ISBN 978-4-08-881722-4 | 4 luglio 2019 ISBN 978-88-912-8973-5   |
| 7  | Capitoli - 24. Kawaki (カワキ?, Kawaki) - 25. La risonanza (共鳴?, Kyōmei) - 26. Il regalo (贈り物?, Okurimono) - 27. Negoziazioni fallite! (交渉決裂...!!?, Kōshō ketsuretsu...!!) |                                        |                                        |
| 7  | Trama Quando Kawaki si sveglia, Garou dello stesso gruppo viene a recuperarlo, chiamandolo "vessillo". Usando il suo potere Karma, Kawaki riesce a uccidere il suo nemico ma perde i sensi. Konohamaru decide di portarlo al Villaggio della Foglia dove Naruto decide di prendersi cura di lui per proteggerlo dai suoi nemici. Di conseguenza, Boruto e Kawaki iniziano a vivere insieme, qualcosa che ai due non piace con il primo che odia il modo in cui Kawaki ha distrutto il vaso di fiori preferito di Himawari e il secondo odia la totale riluttanza di Boruto a lasciargli fare ciò che vuole e ascoltare ciò che vuole dire. Tuttavia, Kawaki decide di raccontare alla famiglia Uzumaki il suo passato mentre ricorda il tempo in cui suo padre violento ha venduto suo figlio a Jigen che lo ha usato come esperimento e ha conferito a Kawaki il Karma. |                                        |                                        |
| 8  | Mostro! 「怪物...!!」 - Bakemono...!! | 4 giugno 2019 ISBN 978-4-08-881865-8   | 10 ottobre 2019 ISBN 978-88-912-8974-2 |
| 8  | Capitoli - 28. I fiori (花?, Hana) - 29. La Tecnica Superiore della Moltiplicazione del Corpo (影分身の術?, Kage bunshin no jutsu) - 30. Il confronto! (対峙!!?, Taiji!!) - 31. Mostro! (怪物...!!?, Bakemono...!!) |                                        |                                        |
| 8  | Trama Mentre Kawaki inizia a legare con la famiglia Uzumaki, i membri di Kara Koji e Delta pianificano di entrare nel villaggio per riprendere il loro agente, con Koji che entra nel villaggio senza essere scoperto ma lasciando Delta alle spalle. Dopo aver visto Boruto e Naruto allenarsi, Kawaki decide di spiegare loro come il sigillo Karma è in grado di migliorare le capacità dei suoi possessori. Visto che Kawaki vuole riparare il vaso di Himawari, Boruto e suo fratello adottivo iniziano anche ad allenarsi per padroneggiare i loro Karma, ignari che Koji li sta guardando. Delta appare quindi nell'area e inizia a combattere contro Naruto per riprendersi Kawaki. |                                        |                                        |
| 9  | Dipende da te 「お前次第」 - Omae shidai | 4 ottobre 2019 ISBN 978-4-08-882081-1  | 12 marzo 2020 ISBN 978-88-912-9366-4   |
| 9  | Capitoli - 32. Il dovere (義理?, Giri) - 33. Superare il limite! (限界突破...!!?, Genkai toppa...!!) - 34. Allenarsi! (修業!!?, Shugyō!!) - 35. Dipende da te (お前次第?, Omae shidai) |                                        |                                        |
| 9  | Trama Nonostante il corpo di Delta riesca ad assorbire il chakra, Naruto riesce a sconfiggerla quando spinge il suo utilizzo al limite. Delta fugge e si riunisce con Kara e parla con loro di Boruto che possiede il Karma, qualcosa che cercano. Ammirando di più Naruto per la protezione che gli ha dato, Kawaki gli chiede di iniziare ad addestrarlo per diventare un ninja come Boruto, cosa di cui l'Hokage è d'accordo. Nel frattempo, Sasuke continua a indagare sull'organizzazione Kara e arrivando su un sito legato a Kara con le coordinate che Konoha è riuscita a recuperare da Kara, scopre un altro Otsutsuki e un Decacoda, la personificazione di una creatura che lui e Naruto hanno sigillato quindici anni fa durante la guerra mondiale. Jigen arriva e assorbe il chakra della creatura mentre Sasuke fugge per avvertire Naruto, trovando la situazione troppo pericolosa per impegnarsi da solo, e si dirige alla ricerca di due vessilli: Boruto e Kawaki. |                                        |                                        |
| 10 | Un tipo pericoloso 「ヤバイ野郎」 - Yabai yarō | 4 gennaio 2020 ISBN 978-4-08-882193-1  | 15 ottobre 2020 ISBN 978-88-912-9367-1 |
| 10 | Capitoli - 36. L'assalto! (急襲...!!?, Kyūshū...!!) - 37. Fianco a fianco! (共闘!!?, Kyōtō!!) - 38. Un tipo pericoloso (ヤバイ野郎?, Yabai yarō) - 39. La prova (証明?, Shōmei) |                                        |                                        |
| 10 | Trama Il Karma di Boruto si attiva mentre Jigen attiva con la forza il Karma di Kawaki e si teletrasporta a Konoha con l'intento di riportare a casa suo figlio adottivo. Naruto viene rapidamente sopraffatto e bloccato mentre Kawaki è lasciato ad affrontare Jigen da solo, nel processo in cui il suo Karma si sviluppa al punto da far spuntare un corno, ma Naruto si riprende rapidamente e salva Kawaki. Anche se Kawaki si arrende a Jigen, temendo ciò che Jigen potrebbe fare a Naruto, Jigen, vedendo che Naruto non collabora, lo teletrasporta in un'altra dimensione e Sasuke arriva. Sebbene i due inizialmente riescano a respingere Jigen, apprendendo la sua capacità di rimpicciolire gli oggetti, una volta che Jigen ha attivato il suo Karma al massimo, ha decisamente la meglio e ferisce gravemente i due anche quando anche loro usano il loro pieno potere, con Naruto che si sacrifica per Sasuke e viene sigillato. Il combattimento allo stesso tempo indebolisce notevolmente Jigen poiché Isshiki Otsutsuki, che si rivela essere in possesso di Jigen, lo rimprovera per la sua debolezza e il leader di Kara si ritira alla base e deve riposare per due giorni. Koji, deducendolo, lascia Konoha per cercare di uccidere Jigen. Nel frattempo, la polizia di Konoha e la squadra 7 arrivano troppo tardi mentre la protesi della mano di Kawaki si interrompe momentaneamente prima di funzionare di nuovo, la prova che Naruto ha perso contro Jigen ma è ancora vivo. Kawaki e Boruto aprono un portale in un'altra dimensione e arrivano con il Team 7 per trovare Boro, un altro inners di Kara, a guardia della bara in cui Jigen ha sigillato Naruto. |                                        |                                        |

### Volumi 11-20
| Nº | Titolo italiano Giapponese 「Kanji」 - Rōmaji | Data di prima pubblicazione             | Data di prima pubblicazione             |
| Nº | Titolo italiano Giapponese 「Kanji」 - Rōmaji | Giapponese                              | Italiano                                |
| 11 | La nuova Squadra Sette 「新生第七班」 - Shinsei dainanahan | 13 maggio 2020 ISBN 978-4-08-882290-7   | 11 febbraio 2021 ISBN 978-88-912-9787-7 |
| 11 | Capitoli - 40. La tecnica invisibile (見えざる術?, Miezaru jutsu) - 41. La nuova Squadra Sette (新生第七班?, Shinsei dainanahan) - 42. Rigenerazione (再生?, Saisei) - 43. La manifestazione (顕現…!!?, Kengen…!!) |                                         |                                         |
| 11 | Trama La squadra di Boruto ha problemi ad affrontare Boro che è in grado di rigenerare il suo corpo indipendentemente dalle tecniche che lo feriscono. Mentre Boruto e Kawaki esauriscono il chakra, Sarada riesce a eseguire la tecnica fulminea di suo padre, Chidori, per prendere il sopravvento e indebolire Boro. Mentre il gruppo si prepara a riportare Naruto al villaggio, Boro usa le sue ultime forze per abbatterli. Boruto viene quindi posseduto da Momoshiki che assorbe il chakra di Naruto per uccidere Boro, trattando il giovane ninja come un recipiente di cui deve prendersi cura. Dopo la morte di Boro, Boruto e i suoi amici tornano al villaggio, mentre Koji arriva nel quartier generale di Kara per abbattere Jigen, con Amado che si rivela essere dalla parte di Koji. |                                         |                                         |
| 12 | L'identità 「正体」 - Shōtai | 4 settembre 2020 ISBN 978-4-08-882412-3 | 24 giugno 2021 ISBN 978-88-287-6022-1   |
| 12 | Capitoli - 44. Amado (アマド?, Amado) - 45. Defezione (亡命?, Bōmei) - 46. L'identità (正体?, Shōtai) - 47. Il destino (宿命?, Shukumei) |                                         |                                         |
| 12 | Trama L'agente di Kara Amado arriva al Villaggio della Foglia, chiedendo protezione dall'Hokage a Jigen. Amado rivela la natura del marchio Karma e come sia Boruto che Kawaki siano destinati ad essere posseduti dagli Otsutsuki attraverso di esso. Rivela che il vero leader di Kara è Isshiki Otsutsuki, che ha posseduto Jigen da quando è stato tradito da Kaguya quando sono venuti sulla Terra millenni fa e che il Karma permette al clan Otsutsuki di risorgere attraverso il corpo dell'ospite. Mentre la discussione continua, Koji si rivela come un altro traditore e usa le abilità che ha ereditato dal leggendario ninja Jiraiya per uccidere Jigen. Tuttavia, Isshiki prende il sopravvento e sconfigge Koji. Con il Karma di Kawaki rimosso, Isshiki si teletrasporta improvvisamente alla periferia del Villaggio della Foglia. |                                         |                                         |
| 13 | Il sacrificio 「生贄」 - Ikenie | 4 gennaio 2021 ISBN 978-4-08-882537-3   | 28 ottobre 2021 ISBN 978-88-287-6346-8  |
| 13 | Capitoli - 48. La pedina sacrificabile (タイムリミット…!!?, Taimu Rimitto…!!) - 49. Essere pronti (覚悟?, Kakugo) - 50. L'utilità (利用価値?, Riyō kachi) - 51. Il sacrificio (生贄?, Ikenie) |                                         |                                         |
| 13 | Trama Isshiki attacca la città alla ricerca di Kawaki, sperando di impiantare un nuovo Karma in lui prima che il suo corpo imperfetto si deteriori. Nel frattempo gli shinobi della Foglia ordinano le evacuazioni e escogitano una strategia con Amado per fermare Isshiki fino a quando la sua vita rimanente non si esaurisce. Naruto esce per incontrare Isshiki in battaglia mentre Boruto dice a Sasuke che teme di essere posseduto da Momoshiki e ferire i suoi compagni; Sasuke giura di impedire che ciò accada, anche se dovesse ucciderlo. Quando Sasuke e Boruto arrivano, Boruto usa il suo Karma per trasportare se stesso e Isshiki in un'altra dimensione, e Sasuke arriva con Naruto pochi istanti dopo. Lì subiscono gravi ferite dall'assalto di Isshiki, e Naruto e Kurama decidono di rischiare la vita usando una nuova trasformazione in un ultimo disperato tentativo di fermarlo. |                                         |                                         |
| 14 | L'eredità 「受け継ぐもの」 - Uketsugu mono | 30 aprile 2021 ISBN 978-4-08-882645-5   | 3 febbraio 2022 ISBN 978-88-287-6495-3  |
| 14 | Capitoli - 52. La Modalità Barionica (重粒子モード?, Barion Mōdo) - 53. È questa la realtà (これが現実?, Kore ga genjitsu) - 54. Fratelli (兄弟?, Kyōdai) - 55. L'eredità (受け継ぐもの?, Uketsugu mono) |                                         |                                         |
| 14 | Trama Naruto travolge Isshiki usando la modalità Baryon e Kurama spiega che continuerà a fondere il loro chakra fino alla morte di uno di loro, ma che collegandosi con il chakra di Isshiki influenzerà anche lui. La tecnica accorcia drasticamente la durata della vita di Isshiki, ma questi prende il sopravvento e si rende conto che può percepire Kawaki attraverso il braccio protesico di Naruto, aprendo un portale e trascinandolo sul campo di battaglia. Sasuke aiuta Kawaki a scappare, ma quando Isshiki tortura e minaccia di uccidere Naruto, decide di rivelarsi. Isshiki quindi tenta di incidere un nuovo Karma su Kawaki, ma il marchio scompare pochi istanti dopo; mentre il corpo di Isshiki si sbriciola, Kawaki rivela di averlo ingannato usando una copia e calpesta i suoi resti, uccidendolo. In seguito, Momoshiki prende improvvisamente il controllo del corpo di Boruto e attacca, distruggendo il Rinnegan di Sasuke. Kawaki e Sasuke lottano per reagire mentre Momoshiki rivela il suo piano per rapire Kawaki e rubare il decacoda di Isshiki. Tuttavia, Boruto riesce a riprendere il controllo quando Kawaki costringe Momoshiki ad assorbire il chakra. Dopo la battaglia, Kurama dice addio a Naruto e scompare. Boruto e Kawaki affermano il loro legame fraterno e Boruto usa il suo Karma per riportare il gruppo a Konoha. Nella dimensione di Kara si scopre che Code reca un Karma bianco unico e riceve la visita dello spirito in dissolvenza di Isshiki, che gli dice che sebbene non possa essere usato come ospite, può usare il suo Karma per trasformarsi in un Otsutsuki e continuare l'eredità del clan: divorare i mondi ed evolversi fino a raggiungere la divinità. Code attiva il suo Karma e giura di vendicare Isshiki. |                                         |                                         |
| 15 | Fare di necessità virtù 「馬鹿と鋏とクソ野郎」 - Baka to hasami to kuso yarō | 3 settembre 2021 ISBN 978-4-08-882774-2 | 28 aprile 2022 ISBN 978-88-287-6643-8   |
| 15 | Capitoli - 56. Code (コード?, Kodo) - 57. Eida (エイダ?, Eida) - 58. Fare di necessità virtù (馬鹿と鋏とクソ野郎?, Baka to hasami to kuso yarō) - 59. I cavalieri (騎士?, Naito) |                                         |                                         |
| 15 | Trama Con Isshiki sconfitto, la leadership di Konoha e i Cinque Kage agiscono per investigare sui resti dei Kara mentre coprono il Karma e la furia di Momoshiki, mettendo il Team 7 in pausa a tempo indeterminato. Amado fornisce al villaggio informazioni sull'organizzazione, supervisiona la ricostruzione del braccio destro di Kawaki e fornisce a Boruto una medicina che sopprime il Byakugan e che rallenterà il progresso del suo Karma. Kawaki spiega a Boruto cosa sa di Code e suggerisce che Boruto potrebbe essere in grado di impiantare Code con il suo stesso Karma, come mezzo per rianimarlo se Momoshiki prendesse il controllo del suo corpo. Anticipando uno scontro e riconoscendo che sia Naruto che Sasuke sono stati gravemente indeboliti, il Team 7 decide di allenarsi, sebbene Kawaki si senta frustrato dalla loro mancanza di progressi. Amado si offre di infondere un nuovo Karma in Kawaki per permettergli di accedere alle abilità latenti di Isshiki, ma Kawaki rifiuta e Sumire diventa sempre più sospettosa delle motivazioni di Amado. Nel frattempo Code usa le sue misteriose bande nere per infiltrarsi in un complesso appartenente al culto di Boro e recluta Eida e Daemon, fratelli con potenti abilità che sono stati potenziati ciberneticamente da Amado in modo da uccidere Jigen. Eida possiede il Senrigan, un dojutsu unico che le consente di osservare qualsiasi momento si sia verificato durante la sua vita, e la capacità di ammaliare chiunque tranne gli Otsutsuki e i parenti di sangue, incluso Code. Caduto sotto la sua influenza, Code spiega che vuole costringere Amado a rimuovere i suoi limitatori in modo da poter vendicare Isshiki, ed Eida accetta di unirsi a lui, sperando che Kawaki o Boruto saranno in grado di resistere alla sua abilità, dandole qualcuno di cui innamorarsi per davvero. |                                         |                                         |
| 16 | Follia 「狂気」 - Kyoki | 4 gennaio 2022 ISBN 978-4-08-882893-0   | 28 luglio 2022 ISBN 978-88-287-1813-0   |
| 16 | Capitoli - 60. Un posto che mi appartiene (居場所?, Ibasho) - 61. Follia (狂気?, Kyoki) - 62. Un incontro fortuito (邂逅?, Kaikō) - 63. Inutile discuterne (問答無用?, Mondōmuyō) |                                         |                                         |
| 16 | Trama La tensione aumenta quando una rete di fasce nere, i Claw Marks di Code, viene scoperta nella periferia del villaggio e altrove, e Code può usarli per spostarsi istantaneamente da una posizione all'altra. Sumire fa pressione su Amado per avere dettagli sui suoi piani, scoprendo che sta preparando un cyborg sconosciuto per aiutare a proteggere il villaggio. Code mette alla prova l'abilità di Daemon, che riflette qualsiasi attacco contro l'aggressore, e parte per Konoha. Kawaki lotta con il senso di colpa per aver portato pericolo al villaggio, ma Naruto lo accetta come suo figlio e gli dice che Konoha è ora casa sua. Quella sera la famiglia Uzumaki organizza una festa di benvenuto per Kawaki e Boruto gli regala il suo vecchio coprifronte. Il giorno dopo, Amado avverte Shikamaru che l'attaccamento di Kawaki a Naruto rasenta la follia. Al calar della notte Kawaki riflette sull'offerta di Amado di ripristinare il suo Karma, quindi attinge ai suoi poteri Otsutsuki latenti per cancellare il suo chakra e fuggire dal villaggio. Incontra subito Code nella foresta vicina, mentre Boruto e Naruto si accorgono che Kawaki è scomparso e organizzano una squadra di ricerca; Boruto scopre di riuscire in qualche modo a percepire Kawaki e lo insegue. Kawaki offre la sua vita a Code in cambio della sicurezza del villaggio, ma Code rifiuta, con l'intenzione invece di catturare sia Boruto che Kawaki in modo che possa darne in pasto uno al Decacoda e presentare l'altro a Eida. Segue una battaglia, in cui Boruto arriva per aiutare Kawaki e la coppia viene sopraffatta da Code, che usa la vera essenza del Karma per accedere ai secoli di esperienza di combattimento che vi abitano, finché anche Boruto attiva il potere e manifesta il Byakugan di Momoshiki nell'occhio destro. |                                         |                                         |
| 17 | Sconfiggere o essere sconfitti 「ヤるかヤラレるか」 - Yaru ka yarareru ka | 2 maggio 2022 ISBN 978-4-08-883112-1    | 13 ottobre 2022 ISBN 978-88-287-2265-6  |
| 17 | Capitoli - 64. Controllo (支配?, Kontorōru) - 65. La forza del Karma (楔?, Chikara) - 66. Sconfiggere o essere sconfitti (ヤるかヤラレるか?, Yaru ka yarareru ka) - 67. La rottura (亀裂?, Kiretsu) |                                         |                                         |
| 17 | Trama Boruto sfrutta la vera essenza del Karma e si allea con Kawaki per combattere Code. Tornato al villaggio, Naruto parte per il campo di battaglia con Shikamaru. L'anima di Momoshiki forza la coscienza di Boruto e ha la meglio su Code, costringendolo a tentare di rapire Kawaki e ritirarsi. Tuttavia, quando Naruto e Shikamaru arrivano, Momoshiki cambia i suoi piani e decide invece di allearsi con Code per uccidere l'Hokage. Kawaki procede a combattere Momoshiki scatenando le abilità di Isshiki e i due si scontrano ripetutamente finché Boruto non inizia a riprendere conoscenza, sottomettendo alla fine la volontà di Momoshiki abbastanza a lungo da chiedere a Kawaki di ucciderlo. Kawaki tenta di uccidere Boruto per uccidere Momoshiki, e poi attacca Code, il quale estrae Daemon dal marchio dell'artiglio sulla sua fronte e riflette l'attacco, facendo perdere i sensi a Kawaki, quindi fugge di nuovo alla sua base. Boruto si risveglia improvvisamente e un flashback rivela che Momoshiki ha usato il Karma incompleto per riparare la ferita di Boruto e riportarlo in vita, sacrificando la sua capacità di reincarnarsi ma assicurandosi che la sua anima non sarebbe stata distrutta a causa della sua morte. Code rivela che si sta preparando ad infiltrarsi nel villaggio. |                                         |                                         |
| 18 | L'impiccio 「邪魔者」 - Jamamono | 2 settembre 2022 ISBN 978-4-08-883247-0 | 12 gennaio 2023 ISBN 978-88-287-2863-4  |
| 18 | Capitoli - 68. La cicatrice (痕?, Ato) - 69. Succubi (虜?, Toriko) - 70. Dal profondo del cuore (心の底から?, Kokoro no soko kara) - 71. L'impiccio (邪魔者?, Jamamono) |                                         |                                         |
| 18 | Trama Tornato a Konoha, Boruto sente di poter incanalare meglio il potere di Momoshiki e si riunisce con Sarada e Mitsuki, che vogliono diventare più forti per aiutarlo. Amado viene interrogato per aver ripristinato segretamente il karma di Kawaki senza permesso e rimane sospettato nonostante le sue giustificazioni. Naruto e Shikamaru discutono su come gestire Kawaki, con Shikamaru preoccupato che Kawaki farebbe qualsiasi cosa per il bene di Naruto, supponendo che nessuno nel villaggio avrebbe il potere di fermarlo se andasse troppo oltre. Naruto giura di continuare a sostenere Kawaki come suo figlio. Mentre Sasuke avverte il Team 7 che Code potrebbe tornare in qualsiasi momento, Shikamaru affronta Amado e Code appare improvvisamente da un marchio piantato sulla sua schiena durante l'incontro precedente. Shikamaru rivela di essere a conoscenza del marchio dell'artiglio e ha impostato Code, attivando Delta e ordinandole di catturare Code, rivelando che era stata ricostruita da Amado come alleata della Foglia. Code improvvisamente porta Eida attraverso uno dei suoi segni e lei incanta tutti nella stanza, permettendo a Code di rapire Amado prima che qualcuno possa fermarlo. Di ritorno alla base di Code, Code tortura Amado finché non rilascia i limitatori, quindi si prepara a finirlo. Amado tenta di negoziare con Eida, suggerendo che lei e Daemon disertino con lui nella Foglia, poiché ciò le consentirebbe di incontrare Kawaki. Quando Code tenta comunque di uccidere Amado, Eida ordina a Daemon di fermarlo. Nonostante il potere appena restituito a Code, non si dimostra all'altezza di Daemon e viene sconfitto facilmente. Si chiede se ama veramente Eida o se lei lo sta semplicemente usando, e la avverte che diventerà un Otsutsuki e deciderà se vuole amarla o ucciderla, quindi si ritira. Amado dice a Eida e Daemon che rivelerà le sue vere intenzioni quando raggiungeranno Konoha. Infuriato per i suoi fallimenti e il tradimento dei suoi alleati, Code incolpa Kawaki per le sue continua disgrazie e giura di vendicarsi distruggendo tutto ciò a cui tiene. |                                         |                                         |
| 19 | Il territorio degli dei 「神の領域」 - Kami no ryōiki | 3 febbraio 2023 ISBN 978-4-08-883382-8  | 31 agosto 2023 ISBN 978-88-287-5050-5   |
| 19 | Capitoli - 72. Piccola e utile (小さくて、便利?, Chīsakute, benri) - 73. Una missione speciale (特別な任務?, Tokubetsu na ninmu) - 74. L'iniziazione (洗礼?, Senrei) - 75. Il territorio degli dei (神の領域?, Kami no ryōiki) |                                         |                                         |
| 19 | Trama Amado entra in contatto con Shikamaru, annunciando di aver convinto Eida e Daemon a disertare e che torneranno al villaggio in treno. Shikamaru organizza un incontro con Naruto, Sasuke e i membri del Team 7. Mentre si prepara a partire, Boruto promette a Hinata che tornerà a casa. Himawari riconosce la preoccupazione di sua madre e pensa di diventare uno shinobi in modo da poter aiutare suo fratello. Lo spirito di Momoshiki rivela che la sua profezia si sta avvicinando rapidamente e che intende usare la disperazione di Boruto per impossessarsi completamente del suo corpo. Nel frattempo, Code si ritira nel nascondiglio di Kara, dove imprigiona il decacoda e inizia a farlo a pezzi in pezzi più piccoli, producendo un esercito di mostri ciechi e bipedi in grado di teletrasportarsi. Nell'ufficio dell'Hokage, Shikamaru delinea la nuova missione del Team 7: condivideranno una casa alla periferia del villaggio con Eida e Daemon per tenerli sotto osservazione, fungendo da prima e ultima linea di difesa se dovessero fare una mossa contro il villaggio. Quando Eida e Daemon arrivano al villaggio, si recano direttamente a casa per incontrare tutti, e le personalità iniziano rapidamente a scontrarsi. Amado viene interrogato e spiega che i poteri di Eida e Daemon sono stati trapiantati dal cadavere di Shibai Otsutsuki, un Otsutsuki che ha raggiunto la divinità ed è trasceso su un altro piano, e spiega che Delta era un clone fallito di sua figlia, Akebi, morta per una malattia incurabile, e che il suo obiettivo è usare Kawaki come catalizzatore per trapiantare un Karma contenente i suoi dati su un nuovo clone, sperando che possa reincarnarla. Momoshiki appare nella mente di Boruto e lo avverte che Amado sta mentendo sulla natura dell'abilità di Eida, e in quel momento Boruto inizia a vedere scorci di una battaglia nel prossimo futuro, in cui i suoi amici e compagni sembrano essersi rivoltati contro di lui. |                                         |                                         |
| 20 | Onnipotenza 「全能」 - Zennō | 2 giugno 2023 ISBN 978-4-08-883382-8    | 9 novembre 2023 ISBN 978-88-287-7515-7  |
| 20 | Capitoli - 76. Il santuario delle ragazze (女子の聖域?, Joshi no seiiki) - 77. Si avvicina il momento (迫る時?, Semaru toki) - 78. Maledetto idiota (大馬鹿野郎?, Ōbaka yarō) - 79. Onnipotenza (全能?, Zennō) - 80. Mio padre... (父ちゃんなら…!!?, Tōchan nara...!!) |                                         |                                         |
| 20 | Trama Eida e Daemon vanno in giro per le vie di Konoha con Boruto, Sarada e Sumire. Daemon percepisce un'intensità misteriosa provenire da Himawari e tenta di attaccarla, ma Boruto lo ferma, spiegandogli che la sorella non è una ninja e non sa combattere. Kawaki appare all'improvviso alla residenza degli Uzumaki, dove spiega che non è riuscito a uccidere Boruto e che Momoshiki rimane una minaccia, quindi ha deciso che deve ucciderlo una volta per tutte. Naruto e Hinata protestano, ma Kawaki li intrappola in una dimensione dove il tempo non scorre, dicendo a Naruto che potrà ucciderlo dopo che avrà finito il suo compito. Boruto affronta Kawaki e, nel combattimento che ne segue, perde l'occhio destro mentre cerca di salvare Sarada. Sasuke arriva e cerca di fermare Kawaki, ma quest'ultimo riesce a scappare grazie all'intervento di Momoshiki, che possiede brevemente Boruto. Kawaki incontra poi Eida, rivelandogli che desidera che il vessillo di Momoshiki sia un completo estraneo, non qualcuno a cui la gente si interessa come Boruto. A questo punto scatta il potere di Eida, che riscrive i ricordi di ogni persona del mondo, e fa pensare a tutti coloro che li conoscono che Kawaki sia il vero figlio di Naruto, e Boruto lo straniero che ha tradito chi è stato gentile a lui. Solo Sumire e Sarada risultano immuni a questa riscrittura della memoria, e quest'ultima, risvegliando il suo Sharingan Ipnotico, riesce a convincere Sasuke dell'innocenza di Boruto. Sasuke salva cosi Boruto, e i due vengono raggiunti da Daemon e Eida, la quale si scusa con Boruto e gli dice non userà i suoi poteri per aiutare Kawaki a rintracciarlo. Lo spirito di Momoshiki cerca di far cedere Boruto, ma questi dichiara che si allenerà per difendere la volontà del Fuoco e riportare alla ragione Kawaki, provando cosi al mondo la sua identità. |                                         |                                         |

## Boruto: Two Blue Vortex

### Volumi 1-in corso
| Nº | Titolo italiano Giapponese 「Kanji」 - Rōmaji | Data di prima pubblicazione             | Data di prima pubblicazione              |
| Nº | Titolo italiano Giapponese 「Kanji」 - Rōmaji | Giapponese                              | Italiano                                 |
| 1  | Boruto 「ボルト」 - Boruto | 2 febbraio 2024 ISBN 978-4-08-883824-3  | 12 settembre 2024 ISBN 978-88-287-9302-1 |
| 1  | Capitoli - 1. Boruto (ボルト?, Boruto) - 2. Gli alberi (木?, Ki) - 3. Uzuhiko (渦彦?, Uzuhiko) - 4. Il risveglio (覚醒?, Kakusei) |                                         |                                          |
| 1  | Trama Sono passati tre anni dalla partenza di Boruto e Sasuke. Shikamaru è diventato l'ottavo Hokage e Konohamaru il suo braccio destro. Tutti considerano Boruto un traditore, ad eccezione di Sarada, Sumire e Himawari. Code invade il villaggio con il suo esercito di mini decacoda in forma umanoide, in grado di trasformarsi in alberi e inglobare gli esseri umani, e tenta di uccidere Sarada ma viene fermato da Boruto. Boruto sconfigge Code usando la sua nuova tecnica, il Rasengan Uzuhiko, ma Code riesce a scappare grazie all'intervento di Kawaki. Boruto utilizza la tecnica del trasferimento istantaneo per recarsi nel nascondiglio di Code e fermare il Decacoda, ma scopre che il mostro si è diviso in quattro esseri senzienti in forma umanoide in grado di trascendere l'istinto di mangiare gli Ootsutsuki, mentre Code scappa. Boruto fugge cosi in un luogo sconosciuto in compagnia di Kashin Koji e Sasuke, "inglobato" in un albero. |                                         |                                          |
| 2  | L'ubicazione del sole 「太陽の行方」 - Taiyō no yukue | 2 maggio 2024 ISBN 978-4-08-884073-4    | 12 dicembre 2024 ISBN 979-12-21904-69-7  |
| 2  | Capitoli - 5. Il bersaglio (目標?, Tāgetto) - 6. Tre anni (3年?, Sannen) - 7. L'ubicazione del sole (太陽の行方?, Taiyō no yukue) - 8. Un motivo poco importante (どうでもいい話?, Dō demo ī hanashi) |                                         |                                          |
| 2  | Trama I quattro esseri nati dal Decacoda decidono di mangiare delle persone specifiche oltre a darsi dei nomi, mentre Boruto ricorda i momenti in cui si allenava con Sasuke, e di come questi sia rimasto intrappolato per salvarlo da Code. Boruto torna al villaggio, dove viene calorosamente accolto da Sarada. Boruto racconta poi a Sarada e Sumire cosa è successo in questi tre anni, mentre Shikamaru inizia a dubitare dei suoi ricordi ed a sospettare che Boruto sia in realtà il legittimo figlio di Naruto. Mitsuki intercetta Boruto e lo attacca con l'intento di ucciderlo. Boruto vince senza problemi lo scontro e rivela a Mitsuki, cosi come a Shikamaru e Ino, che Naruto e Hinata sono ancora vivi, ma intrappolati in una dimensione in cui il tempo non scorre. Nel frattempo, due dei Decacoda senzienti, Juura e Hidari si intrufolano a Konoha per cercare Naruto. Dopo aver sconfitto Kawaki, Juura intercetta il Team 10 insieme ad Himawari e rimane meravigliato dalla presenza del chakra di un cercoterio dentro il corpo della giovane. |                                         |                                          |
| 3  | L'Enneacoda 「九尾」 - Kyūbi | 4 settembre 2024 ISBN 978-4-08-884178-6 | 13 marzo 2025 ISBN 979-12-21913-67-5     |
| 3  | Capitoli - 9. L'Enneacoda (九尾?, Kyūbi) - 10. Il fattore (因子?, Inshi) - 11. La vera forza (本気?, Gachi) - 12. L'anima spinata (棘魂?, Togedama) |                                         |                                          |
| 3  | Trama Il Team 10 riesce a fuggire da Juura e Hidari, mentre Boruto sconfigge senza problemi Kawaki, ma è costretto a ritirarsi quando il suo Karma va fuori controllo. Jura decide che il suo bersaglio è ora Himawari e non più Naruto, mentre la ragazza incontra per la prima volta nel suo subconscio una versione giovane di Kurama. Kurama spiega ad Himawari di essersi reincarnato dentro di lei, mentre vengono raggiunti da Jura. Sarada inizia a combattere contro Hidari, mentre Inojin viene ferito da Jura, cosa che spinge Himawari ad usare per la prima volta i poteri di Kurama. Himawari riesce sia a tenere testa per pochi minuti Jura sia a guarire Inojin, mentre Hidari riesce a rendere inoffensivi Sarada, Konohamaru e Sumire. Boruto interviene e riesce a salvare sia Himawari che Sarada. Boruto, Sarada e Konohamaru riescono a sconfiggere Hidari, che viene finito da Kawaki. Di Hidari rimane un frutto di chakra che Boruto rivela essere la chiave per salvare Sasuke, ma Jura riesce a ferire sia Boruto che Sarada e ad impossessarsi del frutto. |                                         |                                          |
| 4  | La singolarità del destino 「運命の特異点」 - Unmei no tokuiten | 4 febbraio 2025 ISBN 978-4-08-884361-2  | 7 agosto 2025 ISBN 979-12-21925-89-0     |
| 4  | Capitoli (traduzioni letterali dei titoli) - 13. Prescienza (十方?, Jippō) - 14. Dovere (務め?, Tsutome) - 15. Una vita vibrante (張りのある人生?, Hari no aru jinsei) - 16. La singolarità del destino (運命の特異点?, Unmei no tokuiten) |                                         |                                          |
| 4  | Trama Mentre Jura si ritira, Boruto ancora ferito ricorda il suo incontro con Koji avvenuto un anno prima. Nel presente Boruto viene arrestato dai ninja di Konoha, mentre nel covo dei decacoda umanoidi, Jura rigenera Hidari, mentre Matsuri (la clone di Moegi) mette su un cubo l'anima spinata con lo scopo di far nascere un nuovo albero divino. Boruto viene sottoposto ad un interrogatorio da Ibiki e Konohamaru, a cui rivela quello che ha scoperto. Shikamaru e Mitsuki collaborano per farlo fuggire di nascosto. Kankuro comunica poi a Shikamaru che il Villaggio della Sabbia è stato attaccato da Matsuri, e Gaara è stato rinchiuso in una sfera di sabbia ferrifera creata da Shinki, poco prima che quest'ultimo venisse inglobato da un "albero divino" come Sasuke, e per liberarlo è necessario prima liberare Shinki, mentre nel covo dei nemici Ryu (il clone di Shinki) dichiara che il suo obbiettivo da divorare è Gaara. Boruto e Kawaki stringono temporaneamente alleanza per combattere i nuovi nemici. Shikamaru si mette in contatto con Koji, che gli dice di mandare il Team 7 in missione nel Villaggio della Sabbia per soccorrere Gaara e Shinki. |                                         |                                          |
| 5  | Per amore 「愛ゆえに」 - Ai yueni | 4 luglio 2025 ISBN 978-4-08-884516-6    | —                                        |
| 5  | Capitoli (traduzioni letterali dei titoli) - 17. Cuccioli di bestie selvatiche (猛獣の子供?, Mōjū no kodomo) - 18. Parla solo nel sonno (寝言は寝て言え?, Negoto wa neteie) - 19. Konohamaru-chan (木ノ葉丸ちゃん?) - 20. Per amore (愛ゆえに?, Ai yueni) |                                         |                                          |
| 5  | Trama I ninja mettono in pratica il piano di Shikamaru e Koji, che consiste nel fare in modo che il Team 7 e i compagni di Shinki fingano di allearsi con Matsuri e Ryu per sconfiggerli definitivamente e liberare una volta per tutte Shinki e Moegi. I nemici però scoprono le intenzioni dei ninja e si rivoltano contro di loro. Kawaki intanto affronta Amado, chiedendogli di farlo diventare più forte. Amado accetta, ma chiede che in cambio Kawaki trasmetta il suo Karma sul clone di sua figlia Akebi, in modo da farla tornare in vita. Ryu scopre che i ninja sono in grado affrontarlo e decide di dare meglio di se, mentre Konohmaru rischia di essere divorato da una Matsuri follemente innamorata di lui. Konohamaru riesce a danneggiare Matsuri giocando con i suoi sentimenti, ma non ad ucciderla, mentre Sarada salva i suoi compagni di missione da Ryu con una tecnica spazio temporale simile al Kamui di Obito generata dal suo Sharingan Ipnotico. |                                         |                                          |

### Capitoli non ancora in formatotankōbon
Questa lista è suscettibile di variazioni e potrebbe essere incompleta o non aggiornata.

I seguenti capitoli sono apparsi su V Jump in Giappone, ma non sono ancora stati raccolti in formato tankōbon.
In quanto inediti nell'edizione italiana, i titoli non sono quelli ufficiali, ma traduzioni dei titoli originali.
- 21. Sharingan Ipnotico (万华镜写輪眼?, Mangekyō Sharingan)
- 22. Jura (十羅?, Jūra)
- 23. I forti (強者?, Tsuwamono)
- 24. Kawaki Uzumaki (うずまきカワキ?, Uzumaki Kawaki)